# Міту
Міту (Mitu) — рід куроподібних птахів родини краксових (Cracidae). Включає 4 види. Поширені в Південній Америці.

## Опис
Довжина від 83 до 89 см; оперення чорне, крім живота і кінчика хвоста, де воно біле або коричневе. Обидві статі схожі зовні, без розвиненого гребня з еректильного пір'я; дзьоб червоний, дугоподібний і стиснутий. Активні вдень, годуються на землі.

## Види
- Міту малий (Mitu tomentosum)
- Міту горбодзьобий (Mitu mitu)
- Міту білогузий (Mitu salvini)
- Міту гребенедзьобий (Mitu tuberosum)